# Dorndorf-Steudnitz
Dorndorf-Steudnitz este o comună din landul Turingia, Germania.